# Cathleen Tschirch

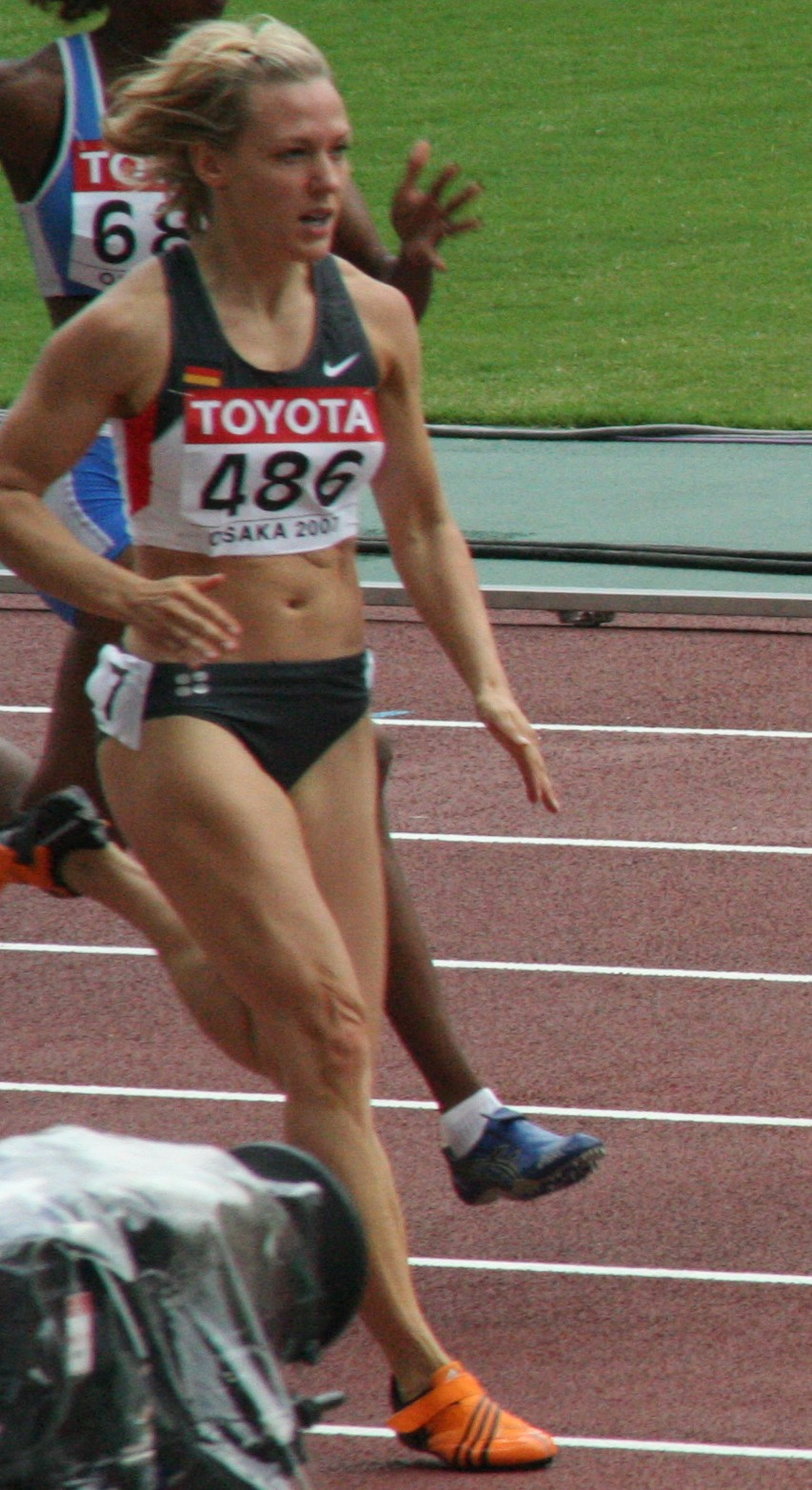
Cathleen Tschirch 2007 in Osaka

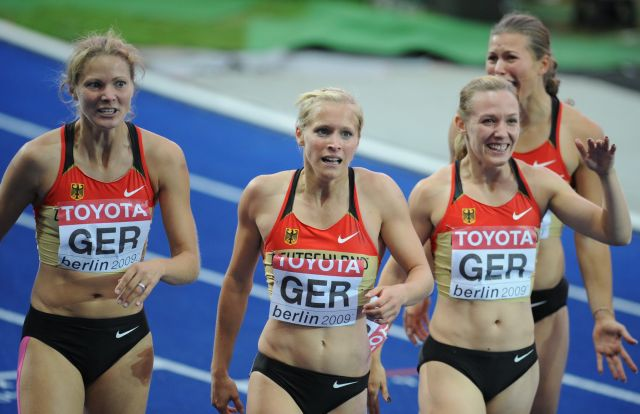
Tschirch (2. v. r.) mit der Bronze-Staffel bei den Weltmeisterschaften 2009

Cathleen Tschirch (* 23. Juli 1979 in Dresden) ist eine deutsche Sprinterin.

## Leben
Tschirch begann ihre Leichtathletik-Karriere beim Dresdner SC, wechselte 2004 zur LG Weserbergland und ging 2009 zum TSV Bayer 04 Leverkusen. Mit der 4-mal-100-Meter-Staffel der LG Weserbergland gewann Tschirch in den letzten Jahren regelmäßig Medaillen bei Deutschen Meisterschaften, 2006, 2007 und 2008 wurde sie mit der Staffel Deutsche Meisterin. Im 200-Meter-Lauf wurde sie 2007 und 2009 Meisterin, auch in der Halle gewann sie 2007 und 2012 den Titel. Im 100-Meter-Lauf wurde sie 2011 Deutsche Meisterin.
Bei den Europameisterschaften 2006 in Göteborg verlor die Staffel im Vorlauf den Stab und musste aufgeben. Ein Jahr später bei den Weltmeisterschaften 2007 in Osaka erreichte Tschirch über 200 Meter den Zwischenlauf. Mit der Staffel gelang der Einzug ins Finale, in der Besetzung Katja Wakan, Cathleen Tschirch, Johanna Kedzierski und Verena Sailer wurde die Staffel in 43,51 s Siebte. Bei den Olympischen Spielen 2008 wurde die Staffel Vierte. Bei den Weltmeisterschaften 2009 in Berlin gewann sie mit der 4-mal-100-Meter-Staffel die Bronzemedaille.
Tschirchs Bestzeiten liegen bei 11,30 s (2012) und bei 22,97 s (2007). Bei einer Körpergröße von 1,65 m hat sie ein Wettkampfgewicht von 56 kg.